# 第一代戈多尔芬伯爵西德尼·戈多尔芬

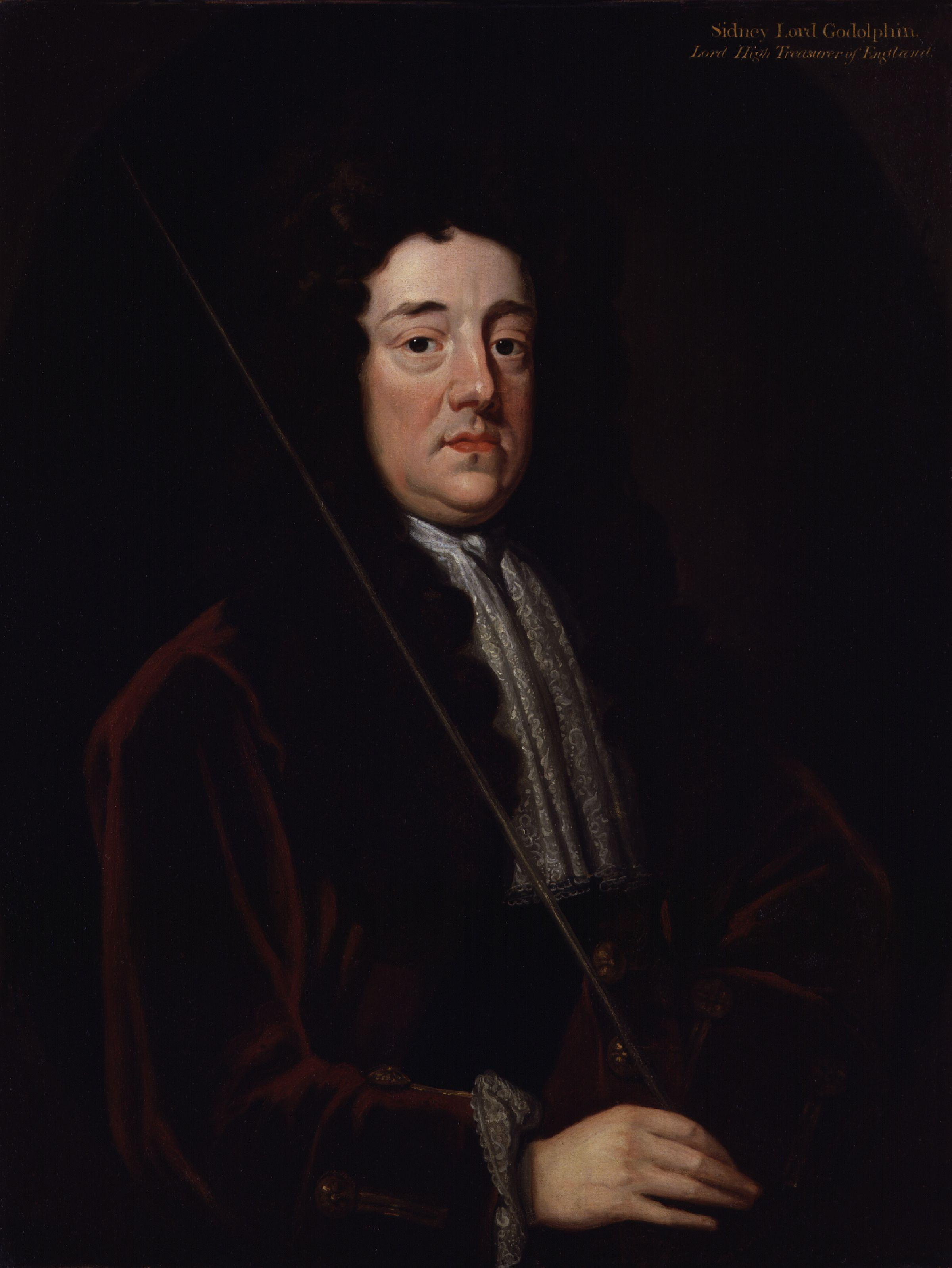
由戈弗雷·内勒所繪

第一代戈多芬伯爵西德尼·戈多尔芬（英語：Sidney Godolphin, 1st Earl of Godolphin，1645年6月15日—1712年9月15日）英国托利党政治家和贵族，曾担任国务大臣和北部事务大臣之前，后成为实际掌权的库务大臣。他在谈判并通过与苏格兰的1707年联合法令上发挥了重要作用，从而创建了大不列颠王国。他还担任过许多其他职务，包括西里群岛的总督。